# 2009年1月逝世人物列表
2009年逝世人物列表：1月 - 2月 - 3月 - 4月 - 5月 - 6月 - 7月 - 8月 - 9月 - 10月 - 11月 - 12月
2009年1月逝世人物列表，是用于汇总2009年1月期间逝世人物的列表。

## 依日期排序

### 1日
- 金玫（本名徐秀枝），69歲，臺灣資深藝人，臺語電影演員。大腸癌。曾出演《地獄新娘》。[1]
- Aarne Arvonen，111歲，芬蘭超級百歲老人，芬蘭有史以來最年長的人，芬蘭內戰的最後一位在世老兵，也是最後一位出生於19世紀的芬蘭人。[2]
- 托德·布拉德（Todd Bullard），77歲，美國教育家，糖尿病併發症。[3]
- 鄧尼斯·福特（Dennis Ford），77歲，南非奧運游泳運動員。[4]
- 沃爾特·海恩斯（Walter Haynes），80歲，美國鋼吉他手。[5]
- 約翰·莫羅（John Morrow），77歲，英國長老會牧師和和平活動家。[6]
- 法希德·穆罕默德·阿利·姆薩拉姆（Fahid Mohammed Ally Msalam），32歲，肯亞基地組織領導人，據稱是萬豪酒店爆炸案和空襲的幕後黑手。[7]
- 克萊伯恩·佩爾，90歲，來自羅德島的美國參議員（1961-1997），帕金森病佩爾格蘭特的創造者。[8]
- 格特·彼得森（Gert Petersen），81歲，丹麥記者和政治家。[9]
- 羅伯特·普林斯（Robert Prince），89歲，美國少校，傑出服務十字勳章獲得者。[10]
- 埃德蒙·普爾多姆（Edmund Purdom），84歲，英國演員。[11]
- 尼扎爾·拉揚（Nizar Rayan），49歲，巴勒斯坦哈馬斯軍事和政治領導人，空襲。[12]
- 威拉德·沃倫·斯科特（Willard Warren Scott， Jr.），82歲，美國將軍，美國軍事學院院長（1981-1986），帕金森病。[13]
- 約翰內斯·馬里奧·西梅爾（Johannes Mario Simmel），84歲，奧地利作家。[14]
- 亨利·金·斯坦福，92歲，美國學者，邁阿密大學校長（1962-1981）。[15]
- 海倫·蘇茲曼（Helen Suzman），91歲，南非反種族隔離活動家和政治家，國會議員（1953-1989）。[16]
- 謝赫·艾哈邁德·薩利姆·斯威丹（Sheikh Ahmed Salim Swedan），48歲，肯亞基地組織領導人，空襲。[7]
- 羅伯特·薩克斯頓·泰勒（Robert Saxton Taylor），90歲，美國圖書館學者。[17]

### 2日
- Dnyaneshwar Agashe，66歲，印度板球運動員和商人，死於心臟病發。[18]
- 倫納德·安德魯斯（Leonard Andrews），83歲，美國藝術贊助人，前列腺癌。[19]
- 英格·克裡斯滕森（Inger Christensen），73歲，丹麥詩人、小說家和散文家。[20]
- 約翰·德法蘭西斯（John DeFrancis），97歲，美國漢學家。[21]
- 帕維爾·德耶夫（Pavel Deyev），67歲，蘇聯奧運馬術運動員。[22]
- 拉爾夫·吉布森（Ralph Gibson），84歲，朝鮮戰爭中的美國飛行王牌。[23]
- 汉克·德佐尼（Hank DeZonie），86歲，美國籃球運動員。[24]
- 史蒂文·吉爾伯恩（Steven Gilborn），72歲，美國演員（艾倫），癌症。[25]
- 瓦倫蒂娜·喬瓦尼尼（Valentina Giovagnini），28歲，義大利歌手，車禍。[26]
- 伊恩·格裡夫斯（Ian Greaves），76歲，英國足球運動員和經理（曼斯菲爾德鎮，博爾頓流浪者隊）。[27]
- 托尼·格雷戈里（Tony Gregory），61歲，愛爾蘭政治家，Dáil Éireann成員，癌症。[28]
- 喬·亨利（Joe Henry），78歲，美國棒球運動員（孟菲斯紅襪隊，黑人聯盟）。[29]
- 平木隆三，77歲，日本足球運動員，肺炎。[30]
- 阿爾伯特·霍納（Albert Horner），95歲，加拿大政治家，巴特爾福德（Battlefords）議員（1958-1968）。[31]
- 約翰·奧拉夫·拉森（John Olav Larssen），81歲，挪威福音派傳教士。[32]
- 拉希德·本·艾哈邁德·穆阿拉二世（Rashid bin Ahmad Al Mualla II），78歲，阿聯酋烏姆蓋萬統治者。[33]
- 約瑟夫·薩科維奇，81歲，匈牙利奧運擊劍運動員。[34]
- 尼克·斯坎多内（Nick Scandone），42歲，美國帆船運動員，殘奧會金牌得主（2008年），盧·格裡格病。[35]
- 賽·湯瑪斯（Cy Thomas），82歲，英國冰球運動員。[36]
- Olgierd Zienkiewicz，87歲，英國土木工程師。[37]

### 3日
- 阿布·扎卡里亞·賈邁勒，49歲，巴勒斯坦哈馬斯高級領導人，空襲。[38]
- Kjelfrid Brusveen，82歲，挪威越野滑雪運動員。[39]
- 查尔斯·卡米莱里，77歲，馬爾他作曲家。[40]
- 約翰·格林羅德（John Grindrod），89歲，澳大利亞聖公會主教，布裡斯班大主教（1980-1989）。[41]
- Peter English，71歲，蘇格蘭農業教授，作家，死於心臟衰竭。[42]
- 貝蒂·弗里曼，87歲，美國慈善家。[43]
- Pat Hingle，84歲，美國演員（蝙蝠俠，諾瑪·雷，Hang 'Em High），死於骨髓增生異常。[44]
- 李作鹏，94歲，中國將軍和政治家。[45]
- Ulf G. Lindén，71歲，瑞典企業家，死於心臟衰竭。[46]
- Sam McQuagg，73歲，美國賽車手，NASCAR年度最佳新秀（1965年），死於癌症。.[47]
- 永田寿康，39歲，日本政治家，跳樓自殺。[48]
- 奧爾加·聖胡安，81歲，美國女演員，死於腎衰竭。[49]
- Matt Sczesny，76歲，波士頓紅襪隊的美國球探，死於癌症。[50]
- 艾倫·沃爾特斯爵士，82歲，英國經濟學家。[51]

### 4日
- 謝月霞（本名林三嬌），65歲，臺灣資深藝人，廣播歌仔戲、電視、電影、舞台劇演員、歌仔戲藝術指導。肺腺癌。曾出演《四重奏》、《台灣百合》。
- Lei Clijsters，52歲，比利時足球運動員和教練，Kim Clijsters的父親，肺癌。[52]
- 20歲的紐西蘭橄欖球聯盟球員桑尼·費（Sonny Fai）溺水身亡。[53]
- 奧斯瓦爾多·多明格斯，91歲，巴西奧運短跑運動員。[54]
- K. K. Govind，92歲，印度自由鬥士。[55]
- Gedalio Grinberg，77歲，古巴出生的美國Movado集團創始人，自然原因。[56]
- 伊万·古比扬（Ivan Gubijan），85歲，克羅埃西亞錘擊手，奧運獎牌得主（1948年），長期患病。[57]
- 格特·瓊克（Gert Jonke），62歲，奧地利作家和詩人，癌症。[58]
- Arvid Knutsen，64歲，挪威足球運動員（Viking FK），腦瘤。[59]
- 喬恩·拉蒂默（Jon Latimer），44歲，英國歷史學家，心臟病發作。[60]
- 鮑勃·拉撒路（Bob Lazarus），52歲，美國喜劇演員，白血病。[61]
- Sudhir Ranjan Majumdar，75歲，印度政治家，特裡普拉邦首席部長（1988-1992），心臟病發作。[62]
- John McGillicuddy，78歲，美國漢諾威製造商首席執行官（1971-1991），化學銀行（1991-1993），前列腺癌。[63]
- 弗拉基米爾·列皮耶夫，52歲，俄羅斯奧運會銀牌得主（1980年）手球運動員。[64]
- 吉賽爾·薩蘭迪，21歲，特立尼達拳擊手，車禍。[65]

### 5日
- 格裡芬·貝爾（Griffin Bell），90歲，美國第五巡迴上訴法院法官（1961-1976），美國司法部長（1977-1979），胰腺癌。[66]
- 伊萬傑洛斯·德帕斯塔斯（Evangelos Depastas），76歲，希臘奧運選手。[67]
- 哈裡·金納德（Harry Kinnard），93歲，美國陸軍中將。[68]
- 戴维·利文斯顿（Dale Livingston），63歲，美式橄欖球運動員（綠灣包裝工隊），心臟手術併發症。[69]
- 馬里奧·馬格諾塔（Mario Magnotta），66歲，義大利網紅，肺栓塞。[70]
- 阿道夫·默克爾（Adolf Merckle），74歲，德國商人，因火車撞擊自殺。[71]
- 斯坦頓·帕裡斯（Stanton Parris），78歲，巴巴多斯板球裁判，短暫生病後。[72]
- Roland Piquepaille，62歲，法國軟體工程師和技術作家，消化道病毒併發症。[73]
- 卡爾·波拉德（Carl Pohlad），93歲，美國銀行家，明尼蘇達雙胞胎隊的老闆。[74]
- 吉米·雷納（Jimmy Rayner），73歲，英格蘭足球運動員（彼得堡聯隊）。[75]
- Verna Mae Slone，94歲，美國作家和縫紉師，跌倒併發症。[76]
- Mircea Stănescu，39歲，羅馬尼亞政治家，國會議員（2004-2008），顯然是槍擊自殺。[77]
- 內德·塔南（Ned Tanen），77歲，美國高管（環球影業），自然原因。[78]
- 山姆·泰勒（Sam Taylor），74歲，美國藍調音樂家，心臟病併發症。[79]

### 6日
- 羅恩·阿什頓（Ron Asheton），60歲，美國搖滾吉他手（The Stooges），心臟病發作（這一天宣佈死亡）。[80]
- 尼諾·邦喬瓦尼（Nino Bongiovanni），97歲，美國棒球運動員。[81]
- Brahmkumar Bhatt，87歲，印度政治家和印度獨立活動家。[82]
- 傑弗里·布魯克（Geoffrey Brooke），88歲，英國奧運現代五項全能運動員。[83]
- 薇薇安·德拉·基耶薩（Vivian Della Chiesa），94歲，美國女高音和百老匯戲劇表演者。[84]
- 羅伯特·康納（Robert T. Connor），90歲，美國政治家，史坦頓島自治市鎮主席（1966-1977）。[85]
- 瑪麗亞·迪米特裡亞迪（Maria Dimitriadi），58歲，希臘歌手，肺病。
- John T. Elfvin，91歲，美國聯邦法官，自1974年起擔任紐約西區法官。[86]
- 艾倫·蓋斯勒（Alan Geisler），78歲，美國調味品發明家和食品化學家，蛋白質紊亂。[87]
- 謝麗爾·霍爾德裡奇（Cheryl Holdridge），64歲，美國女演員（米老鼠俱樂部），肺癌。[88]
- 約翰·萊利·霍爾特（John Riley Holt），90歲，英國物理學家。[89]
- Róbert Ilosfalvy，81歲，匈牙利歌劇歌手。[90]
- 克勞德·傑特（Claude Jeter），94歲，美國福音音樂歌手。[91]
- 約翰·斯科特·馬丁，83歲，英國演員（《神秘博士》《我》《克勞狄斯》《Z-Cars》），帕金森病。[92]
- 理查·西弗（Richard Seaver），82歲，美國Arcade Publishing的老闆，心臟病發作。[93]
- 古拉姆·穆罕默德·沙阿（Ghulam Mohammad Shah），88歲，印度政治家，查謨和克什米爾首席部長（1984-1986），長期患病。[94]
- 約翰·斯特裡特，77歲，英國斯諾克裁判，肺病。[95]
- Victor Sumulong，62歲，菲律賓政治家，國會議員（1998-2007），自2007年起擔任安蒂波洛市長，糖尿病。[96]
- 查理·湯姆森（Charlie Thomson），78歲，蘇格蘭足球運動員（克萊德、切爾西、諾丁漢森林）。[97]

### 7日
- 艾梅·亞當，95歲，加拿大政治家。[98]
- 雅科夫·巴奈，89歲，以色列萊希指揮官。[99]
- 唐·卡倫德，81歲，美國商人，Marie Callender餐廳的創始人。[100]
- J. D. H. Catleugh，88歲，英國藝術家。[101]
- Alfie Conn， Sr.，82歲，蘇格蘭足球運動員（Hearts，Raith Rovers，蘇格蘭）。[102]
- Alex van Heerden，34歲，南非音樂家，死於車禍。[103]
- 雅克·利特菲爾德（Jacques Littlefield），59歲，美國軍用車輛技術基金會（Military Vehicle Technology Foundation）的所有者，死於結腸癌。[104]
- 羅伯特·T·莫納根（Robert T. Monagan），88歲，美國政治家，加利福尼亞州議會議長（1969-1970），病逝。[105]
- 派克·奧弗斯洛特，94歲，荷蘭游泳運動員，奧運會銀牌得主（1932年）。[106]
- Anália de Victória Pereira，67歲，安哥拉政治家。[107]
- 雷·鄧尼斯·斯特克勒，70歲，美國電影導演（Rat Pfink a Boo Boo），死於心臟驟停。[108]
- 鮑勃·威爾金斯，76歲，美國電視名人，恐怖電影主持人，死於阿爾茨海默病併發症。[109]

### 8日
- 馬格達萊諾·卡諾，75歲，墨西哥奧運自行車運動員。[110]
- 阿爾貝托·埃利亞尼（Alberto Eliani），86歲，義大利足球運動員和經理。[111]
- 唐·加洛韋（Don Galloway），71歲，美國演員（《艾恩賽德》（Ironside），《大寒戰》（The Big Chill），《阿比林槍戰》（Gunfight in Abilene），中風。[112]
- 比約恩·豪根（Björn Haugan），66歲，挪威歌劇抒情男高音。[113]
- Irène Mélikoff，91歲，俄羅斯出生的法國突厥學家。[114]
- Gaston Lenôtre，88歲，法國糕點師。[115]
- 小查理斯·摩根（Charles Morgan， Jr.），78歲，美國律師，阿爾茨海默病併發症。[116]
- 理查·約翰·諾伊豪斯（Richard John Neuhaus），72歲，加拿大出生的美國羅馬天主教神父和神學家，First Things的創始人，癌症。[117]
- 茲比格涅夫·波德萊茨基（Zbigniew Podlecki），68歲，波蘭摩托車賽車手。[118]
- 黛博拉·里德爾（Deborah Riedel），50歲，澳大利亞女高音，癌症。[119]
- 萊昂尼達斯·巴爾加斯（Leonidas Vargas），60歲，哥倫比亞毒販，被槍殺。[120]
- 科妮莉亞·華萊士，69歲，美國阿拉巴馬州第一夫人（1971-1978），喬治·華萊士的第二任妻子，癌症。[121]
- Lasantha Wickrematunge，50歲，斯裡蘭卡記者，被槍殺。[122]

### 9日
- 伊什特萬·安塔爾，50歲，羅馬尼亞奧運冰球運動員，死於心臟驟停。[123]
- 戴夫·迪伊（Dave Dee），67歲，英國歌手（戴夫·迪伊（Dave Dee），Dozy，Beaky，Mick&Tich），前列腺癌。[124]
- Harry Endo，87歲，美國演員（Hawaii Five-O），中風。[125]
- Rob Gauntlett，21歲，英國登山家，最年輕的英國人登上珠穆朗瑪峰，登山事故。[126]
- 喬恩·哈格（Jon Hager），67歲，美國鄉村音樂家和喜劇演員（嘻嘻）。[127]
- René Herms，26歲，德國中長跑運動員。[128]
- 喬·赫希（Joe Hirsch），80歲，美國賽馬記者，帕金森病。[129]
- T. Llew Jones，93歲，英式威爾士語作家。[130]
- 霍塞爾男爵彼得·萊恩（Peter Lane,Baron Lane），83歲，英國商人和政治家。[131]
- 帕爾·內梅特（Pál Németh），71歲，匈牙利鎚子投擲教練，心力衰竭。[132]
- Kaarle Ojanen，90歲，芬蘭棋手。[133]
- 戴夫·羅伯茨，64歲，美國棒球投手，死於肺癌。[134]
- 讓·薩西，91歲，法國陸軍上校。[135]
- Jack F. Shaw，70歲，美國越野跑教練。[136]
- 大衛·斯邁利（David Smiley），92歲，英國國有企業官員。[137]
- 柳比卡·索基奇，94歲，塞爾維亞畫家。[138]
- Tom Van Flandern，68歲，美國天文學家，死於結腸癌。[139]
- 尼爾·惠勒爵士，91歲，英國空軍元帥。[140]
- 弗兰克·威廉姆斯，50歲，美國棒球運動員，死於心臟病發。[141]

### 10日
- 喬治·克雷文（Georges Cravenne），94歲，法國宣傳代理人，凱撒獎創始人。[142]
- 彼得·科洛克（Peter Kollock），49歲，美國社會學家，摩托車事故。[143]
- 皮奧·拉吉（Pio Laghi），86歲，義大利文科利聖彼得樞機主教，梵蒂岡駐美國大使（1980-1990），血液病。[144]
- 莉莉安娜·洛薩諾（Liliana Lozano），30歲，哥倫比亞女演員和選美皇后，被槍殺。[145]
- Gil Mains，79歲，美式足球運動員。[146]
- Jean Pelletier，73歲，加拿大政治家，魁北克市市長（1977-1989），辦公廳主任（1993-2001），結腸癌併發症。[147]
- 埃倫德·菲力浦斯（Eluned Phillips），94歲，英國作家，在威爾士國家音樂節（1967年，1983年）加冕吟遊詩人，肺炎。[148]
- 科林·菲普斯（Colin Phipps），74歲，英國石油地質學家和國會議員（1974-1979）。[149]
- 艾弗·斯賓塞（Ivor Spencer），84歲，英國土司師。[150]
- 比爾·斯通，108歲，英國第一次世界大戰老兵。[151]
- Coosje van Bruggen，66歲，荷蘭出生的美國雕塑家，Claes Oldenburg的妻子，乳腺癌。[152]
- 傑克·惠勒（Jack Wheeler），89歲，英國足球運動員。[153]
- 西德尼·伍德（Sidney Wood），97歲，美國網球運動員，名人堂（1964年），溫布爾登網球公開賽第三年輕的冠軍（1931年）。[154]
- Ray Yoshida，78歲，美國畫家，癌症。[155]
- Elżbieta Zawacka，99歲，波蘭二戰自由戰士。[156]

### 11日
- 莫裡斯·L·艾伯森（Maurice L. Albertson），91歲，美國和平隊建築師，地球村創始人。[157]
- 基里諾·德·阿斯卡尼斯，100歲，義大利牧師。[158]
- Anabel Bosch，32歲，菲律賓歌手，腦動脈瘤。[159]
- Andy DeMize，25歲，美國鼓手（Nekromantix），車禍。[160]
- 福田繁雄，76歲，日本雕塑家和圖形藝術家，蛛網膜下腔出血。[161]
- 傑克·吉福德（Jack Gifford），68歲，美國商人（Maxim Integrated Products），心臟病發作。[162]
- Epeli Hauʻofa，70歲，斐濟作家和人類學家，短暫患病後。[163]
- 伯特·黑澤爾（Bert Hazell），101歲，英國政治家和工會會員，國會議員（1964-1970），現代最年長的國會議員。[164]
- 鮑勃·基爾比（Bob Kilby），64歲，英國摩托車賽車手，癌症。[165]
- 派特·琳賽（Pat Lindsey），72歲，美國政治家，阿拉巴馬州參議院議員（1967-1974，自1982年起），心臟病發作。[166]
- 弗雷迪·麥克，74歲，英國拳擊手和音樂家。[167]
- 里卡多·馬丁內斯·德·奧約斯，90歲，墨西哥畫家，肺炎。[168]
- 弗朗索瓦·德·诺瓦耶，103歲，法國貴族。[169]
- 湯姆·奧霍根，84歲，美國戲劇導演（頭髮，耶穌基督超級巨星），阿爾茨海默病併發症。[170]
- 沃利·奥尔兹，59歲，美國奧運會冰球銀牌得主（1972年），結腸癌。[171]
- 弗雷德里克·理查茲（Frederic M. Richards），83歲，美國生物化學家，自然原因。[172]
- 薇薇安·里德勒，95歲，英國印刷商。[173]
- Lorene Rogers，94歲，美國教育家，德克薩斯大學奧斯丁分校校長（1974-1979）。[174]
- 米蘭·魯福斯，80歲，斯洛伐克詩人和學者。[175]
- 達里爾·西曼（Daryl Seaman），86歲，加拿大商人，卡爾加里火焰隊的共同所有人。[176]
- 喬恩·特維特（Jon Tvedt），42歲，挪威定向運動員和山地跑步者，摔倒了。[177]
- Victor Vacquier，101歲，美國地球物理學家，肺炎。[178]
- David Vine，74歲，英國體育節目主持人，心臟病發作。[179]
- Olle Wänlund，85歲，瑞典奧運自行車運動員。[180]

### 12日
- 克勞德·貝黎（Claude Berri），74歲，法國電影導演（Jean de Florette，Manon des Sources），奧斯卡金像獎得主，中風。[181]
- 拉斯·克拉夫特（Russ Craft），89歲，美式橄欖球運動員（費城老鷹隊，匹茲堡鋼人隊）。[182]
- Friaça，84歲，巴西足球運動員，多器官衰竭。[183]
- 沃爾特·哈裡斯（Walter Harris），77歲，加拿大藝術家。[184]
- 米克·伊姆拉（Mick Imlah），52歲，英國詩人，運動神經元疾病。[185]
- 大衛·克爾（David Kerr），86歲，英國政治家，旺茲沃思中央議員（1964-1970）。[186]
- Arne Næss，96歲，挪威哲學家，深層生態學的創始人。[187]
- 邁克爾·羅素（Michael Russell），88歲，愛爾蘭羅馬天主教主教，沃特福德和利斯莫爾主教。[188]
- 亞歷杭德羅·索科爾（Alejandro Sokol），48歲，阿根廷搖滾音樂家，心肺衰竭。[189]
- 艾倫·茲韋德林（Allen Zwerdling），86歲，美國戲劇導演和演員。[190]

### 13日
- 艾曼·阿爾庫爾德（Ayman Alkurd），34歲，巴勒斯坦足球運動員，空襲。[191]
- 佩德羅·阿吉拉爾（Pedro Aguilar），81歲，美國舞蹈家，心力衰竭。[192]
- Hortense Calisher，97歲，美國作家。[193]
- 湯米·凱西（Tommy Casey），78歲，英國足球運動員。[194]
- Cousin Junior，48歲，美國職業摔跤手，心臟病發作。[195]
- 米哈伊爾·頓斯科伊（Mikhail Donskoy），61歲，俄羅斯程式師，第一位世界計算機國際象棋冠軍（Kaissa）的共同開發者。[196]
- 第二代桑德福德男爵約翰·埃德蒙森（John Edmondson），88歲，英國海軍軍官，政治家和聖公會牧師。[197]
- Mary Ejercito，103歲，約瑟夫·埃斯特拉達（Joseph Estrada）的菲律賓母親，患有心臟病和胃動脈瘤。[198]
- 普雷斯頓·戈麥斯（Preston Gómez），85歲，古巴出生的美國棒球運動員，教練和經理（聖地牙哥教士隊）。[199]
- 27歲的奧瑪律·伊斯拉伊洛夫（Umar Israilov）是車臣總統拉姆讚·卡德羅夫（Ramzan Kadyrov）的俄羅斯批評者，被槍殺。[200]
- Jean Keene，85歲，美國喂鳥器，自然原因。[201]
- Gary Kurfirst，61歲，美國音樂經理。[202]
- 戴·盧埃林爵士，62歲，英國社交名媛，骨癌。[203]
- 派翠克·麥古漢（Patrick McGoohan），80歲，美國出生的愛爾蘭演員（《囚徒》、《勇敢的心》、《逃離惡魔島》），短暫生病後。[204]
- 伊莉莎白·派特森-布朗（Elizabeth Paterson-Brown），87歲，蘇格蘭冰壺運動員。[205]
- 詹姆斯·皮爾森（James B. Pearson），88歲，美國政治家，堪薩斯州聯邦參議員（1962-1978）。[206]
- 曼蘇爾·拉赫巴尼（Mansour Rahbani），83歲，黎巴嫩作曲家和音樂家，肺炎。[207]
- 尼古拉斯·安德魯·雷伊（Nicholas Andrew Rey），70歲，波蘭出生的美國外交官，駐波蘭大使（1993-1997），肺癌。[208]
- W.D.斯諾德格拉斯，83歲，美國詩人，肺癌。[209]
- Folke Sundquist，83歲，瑞典演員。[210]
- 理查·泰勒（Richard Tyler），92歲，英國建築師。[211]
- Eben van Zijl，77歲，納米比亞政治家。[212]
- 南希·伯德·沃爾頓（Nancy Bird Walton），93歲，澳大利亞飛行員，自然原因。[213]
- 彼得·沃德，95歲，英國奧運運動員。[214]

### 14日
- Trammell Crow，94歲，美國房地產開發商。[215]
- 邁克·德里克，65歲，美國棒球運動員（波士頓紅襪隊）。[216]
- 杜尚·扎莫尼亞，80歲，克羅埃西亞雕塑家，心力衰竭。[217]
- Peter E. Fleming Jr.，79歲，美國刑事辯護律師，肺部手術併發症。[218]
- Jan Kaplický，71歲，捷克出生的英國建築師。[219]
- The Mighty Duke，77歲，特立尼達卡利普森人，骨髓纖維化。[220]
- 里卡多·蒙特尔班，88歲，墨西哥出生的美國演員（幻想島、星際迷航II：可汗之怒、裸槍）、艾美獎得主（1978年）、心力衰竭。[221]
- 安吉拉·莫利（Angela Morley），84歲，英國作曲家和指揮家。[222]
- 阿倫·莫斯科納（Aron Moscona），87歲，以色列出生的美國生物學家，心力衰竭。[223]
- Leo Rwabwogo，59歲，烏干達拳擊手，奧運會獎牌得主（1968年，1972年）。[224]
- 根納迪·沙特科夫（Gennadiy Shatkov），76歲，俄羅斯蘇聯時代拳擊手，奧運會金牌得主（1956年）。[225]

### 15日
- 索馬里政治家阿卜杜拉赫曼·艾哈邁德被槍殺。[226]
- 鮑裡斯·阿波斯托洛夫，83歲，保加利亞奧運足球運動員。[227]
- 奧維尼·博基尼（Ovini Bokini），64歲，斐濟酋長和政治家。[228]
- 莫裡斯·查帕茲（Maurice Chappaz），92歲，瑞士作家和詩人。[229]
- 奧利維爾·克萊門特，87歲，法國東正教神學家。[230]
- 威廉·克洛斯，84歲，美國醫生，説明阻止了2007年剛果埃博拉疫情，葛籣·克洛斯的父親，心臟病發作。[231]
- 維羅妮卡·杜達羅娃，92歲，俄羅斯交響樂指揮。[232]
- 湯米·鐘斯，54歲，美國棒球運動員，經理和教練，腦癌。[233]
- 湯米·穆尼茲（Tommy Muñiz），86歲，波多黎各電視製片人和喜劇演員，長期患病。[234]
- 賽義德·塞亞姆，50歲，巴勒斯坦政府官員，內政部長（2006-2007），空襲。[235]
- 塔潘·辛哈，84歲，印度電影導演，支氣管肺炎。[236]
- 克雷格·斯蒂馬克（Craig Stimac），54歲，美國棒球運動員（聖地牙哥教士隊），自殺。[237]
- 莉蓮·威洛比，93歲，美國貴格會活動家，Take Back the Night的創始人。[238]

### 16日
- 阿德·巴克，82歲，荷蘭足球運動員。[239]
- 西德尼·布裡奇托（Sidney Brichto），72歲，美國出生的英國自由派拉比。[240]
- 吉姆·卡文（Jim Carvin），79歲，美國政治戰略家，心力衰竭。[241]
- 喬·厄斯金（Joe Erskine），78歲，美國拳擊手和超級馬拉松運動員。[242]
- 裘蒂思·霍夫伯格（Judith Hoffberg），74歲，美國藝術圖書館員和檔案管理員，淋巴瘤。[243]
- 克勞迪奧·米拉爾，34歲，烏拉圭足球運動員，公共汽車墜毀。[244]
- 戈登·懷特·米切爾（Gordon Whitey Mitchell），76歲，美國爵士音樂家和喜劇作家（Get Smart，All in the Family，The Jeffersons），癌症。[245]
- 約翰·莫蒂默爵士，85歲，英國大律師，小說家和劇作家（貝利的朗波爾），長期患病。[246]
- 羅伯特·帕爾默，74歲，美國葡萄酒商，血液感染。[247]
- 波格丹·蒂爾納尼奇，67歲，塞爾維亞記者。[248]
- Joop Wille，88歲，荷蘭足球運動員（EDO和荷蘭）。[249]
- 安德魯·惠斯（Andrew Wyeth），91歲，美國畫家（克莉絲蒂娜的世界），在短暫生病後。[250]

### 17日
- 托米斯拉夫·克恩科維奇，79歲，克羅埃西亞足球運動員。[251]
- 蘇珊娜·福斯特（Susanna Foster），84歲，美國女演員和歌手（《歌劇魅影》）。[252]
- 加里·希尔（Gary Hill），67歲，美國籃球運動員。[253]
- 安德斯·伊薩克松（Anders Isaksson），65歲，瑞典作家、記者和歷史學家。[254]
- 瑪麗·倫德比（Mary Lundby），60歲，美國政治家，自1995年起擔任愛荷華州參議院議員，宮頸癌。[255]
- 瑪律科姆·麥克弗森（Malcolm MacPherson），65歲，美國記者，心臟病發作。[256]
- 保羅·尼科爾斯（Paul Nicholls），62歲，澳大利亞一級板球運動員，癌症。[257]
- 瑪喬麗·派克·史密斯，92歲，美國花樣滑冰運動員。[258]
- 邁克·帕金森（Mike Parkinson），60歲，紐西蘭橄欖球聯盟球員。[259]
- 埃德蒙·利奧波德·德·羅斯柴爾德（Edmund Leopold de Rothschild），93歲，英國金融家和園藝家。[260]
- Arthur Weisberg，77歲，美國巴松管演奏家，胰腺癌。[261]
- 卡米爾·茲韋萊比爾（Kamil Zvelebil），80歲，捷克印度文學和語言學學者，癌症患者。[262]

### 18日
- 小馬克斯·博爾赫斯，90歲，古巴建築師。[263]
- 凱薩琳·拜倫（Kathleen Byron），88歲，英國女演員（《黑水仙》、《象人》、《拯救大兵瑞恩》）。[264]
- 霍莉·庫爾斯（Holly Coors），88歲，美國保守派政治活動家和慈善家，長期患病。[265].
- 托尼·哈特，83歲，英國藝術家和電視節目主持人。[266]
- 諾拉·科瓦奇，77歲，匈牙利出生的美國芭蕾舞演員，在短暫生病後。[267]
- 鮑勃·梅，69歲，美國演員（《迷失太空》《時間隧道》），心力衰竭。[268]
- Zenonas Petrauskas，58歲，立陶宛律師和政治家。[269]
- 巴爾·薩曼特（Bal Samant），85歲，印度作家，久病后。[270]
- 西摩·施瓦茨曼，79歲，美國歌唱家和歌劇男中音。[271]
- 詹姆斯·斯威特，88歲，美國戰鬥機飛行員，榮譽勳章獲得者，長期患病。[272]
- 格裡戈雷·維埃魯，73歲，摩爾多瓦詩人，車禍。[273]

### 19日
- 阿納斯塔西婭·巴布羅娃，25歲，俄羅斯記者，被槍殺。[274]
- E. Balanandan，84歲，印度政治家和工會會員，肺癌。[275]
- 休·琳賽（Hugh Lindsay），81歲，英國羅馬天主教主教，赫克瑟姆和紐卡斯爾主教。[276]
- 斯坦尼斯拉夫·瑪律克洛夫，34歲，俄羅斯民權律師，被槍殺。[277]
- 鄧尼斯·佩奇，89歲，英國聖公會主教，蘭開斯特主教（1975-1985）。[278]
- 维金·帕尔姆，85歲，瑞典奧運會摔跤金牌得主（1952年）。[279]
- 雷蒙德·派克，89歲，英國短跑獨木舟運動員。[280]
- 路易吉·普雷蒂（Luigi Preti），94歲，義大利政治家，自然原因。[281]
- 何塞·托雷斯，72歲，波多黎各拳擊手，奧運會銀牌得主（1956年），心臟病發作。[282]

### 20日
- 克裡斯·基亞內利（Chris Chianelli），58歲，美國業餘愛好者，作家和電視節目主持人，自然原因。[283]
- 康斯坦斯·庫克（Constance E. Cook），89歲，美國政治家，紐約州議會議員（1963-1974）。[284]
- 奧斯丁·丹尼（Austin Denney），65歲，美式橄欖球運動員（芝加哥熊隊，布法羅比爾隊）。[285]
- 約翰尼·迪克森（Johnny Dixon），85歲，英國足球運動員（阿斯頓維拉），阿爾茨海默病併發症。[286]
- David S. Dodge，86歲，貝魯特美國大學美國校長（1996-1997），癌症。[287]
- 喬·多姆納諾維奇（Joe Domnanovich），89歲，美式足球運動員。[288]
- 馬克·費爾南多（Mark Fernando），67歲，斯里蘭卡法官，斯里蘭卡最高法院成員，癌症患者。[289]
- 米奇·吉（Mickey Gee），64歲，英國搖滾吉他手，肺氣腫。[290]
- 斯蒂芬諾斯二世·加塔斯，89歲，埃及科普特天主教主教，亞歷山大宗主教（1986-2006）。[291]
- 斯坦·哈根（Stan Hagen），68歲，加拿大政治家，不列顛哥倫比亞省立法議會議員（1986-1991年，自2001年起），心臟病發作。[292]
- 但丁·拉維利（Dante Lavelli），85歲，美式橄欖球運動員（克利夫蘭布朗隊），名人堂成員（1975年），心力衰竭。[293]
- David “Fathead” Newman，75歲，美國爵士薩克斯管演奏家（Fathead），胰腺癌。[294]
- Dina Vierny，89歲，俄羅斯出生的法國模特。[295]
- 希拉·沃爾什（Sheila Walsh），80歲，英國浪漫小說家。[296]
- 倫納德·阿爾伯特·懷斯曼（Leonard Albert Wiseman），93歲，英國化學家和科學管理員。[297]

### 21日
- 伊琳娜·貝洛特爾金（Irina Belotelkin），96歲，俄羅斯出生的美國女裝設計師。[298]
- 厄尼·伯恩（Ernie Bourne），82歲，澳大利亞演員。[299]
- 派特·克勞福德（Pat Crawford），75歲，澳大利亞板球運動員，長期患病。[300]
- 維克·克勞（Vic Crowe），76歲，英國足球運動員（阿斯頓維拉，彼得伯勒）和經理（阿斯頓維拉，波特蘭伐木者），長期患病。[301]
- Shane Dronett，38歲，美式橄欖球運動員（亞特蘭大獵鷹隊），自殺。[302]
- 阿斯特麗德·福爾斯塔德，76歲，挪威女演員。[303]
- 讓·賈多特（Jean Jadot），99歲，比利時主教和外交官，梵蒂岡駐美國大使（1974-1980），長期患病。[304]
- 倫納德·肯普，99歲，澳大利亞板球運動員。[305]
- Finn Kobberø，73歲，丹麥羽毛球運動員。[306]
- Horace R. Kornegay，84歲，美國政治家，北卡羅來納州美國眾議院議員（1961-1969）。[307]
- 克裡斯塔·基爾維特（Krista Kilvet），62歲，愛沙尼亞記者、政治家和外交官。[308]
- 莎莉·萊傑（Sally Ledger），47歲，英國文學學者。[309]
- 庫納爾·米特拉（Kunal Mitra），44歲，印度演員，心臟病發作。[310]
- 彼得·佩西迪斯（Peter Persidis），61歲，奧地利足球運動員，癌症。[311]
- Veatrice Rice，59歲，美國電視名人（Jimmy Kimmel Live！），癌症。[312]
- 達芙妮·魯克，94歲，南非作家。[313]
- Charles H. Schneer，88歲，美國電影製片人（Jason and the Argonauts），阿爾茨海默病。[314]

### 22日
- 帕納帕薩·巴萊卡納，79歲，斐濟出生的所羅門群島，所羅門群島國歌的合唱者。[315]
- 約翰·艾倫·比斯利，81歲，加拿大外交官。[316]
- Chau Sen Cocsal Chhum，103歲，柬埔寨政治家，首相（1962年）。[317]
- 鮑勃·道爾（Bob Doyle），93歲，愛爾蘭活動家，西班牙內戰中國際旅最後倖存的愛爾蘭成員。[318]
- 比爾·赫奇曼，75歲，美式足球運動員。[319]
- Sveinn Ingvarsson，94歲，冰島奧運短跑運動員。[320]
- 彭蒂·庫里（Pentti Kouri），59歲，芬蘭經濟學家和投資者，長期患病。[321]
- 梁羽生，85歲，中國小說家，自然原因。[322]
- 雷金納德·帕金斯（Reginald Perkins），53歲，美國連環殺手，被注射死刑。[323]
- 克萊門特·皮諾，23歲，法國足球運動員，心臟病發作。[324]
- 達雷爾·桑丁，73歲，美國演員（洛杉磯機密），中風。[325]
- Louis-Paul-Armand Simonneaux，93歲，法國凡爾賽主教。[326]
- 比利·韋伯（Billy Werber），100歲，美國棒球運動員，貝比·魯斯（Babe Ruth）最後在世的隊友，美國職業棒球大聯盟最年長的球員，自然原因。[327]
- Mbongeleni Zondi，39歲，南非祖魯酋長，被槍殺。[328]

### 23日
- 伊利亞·阿瑙托維奇，84歲，南斯拉夫建築師。[329]
- 理查·博蒙特爵士，96歲，英國外交官。[330]
- H.J.布萊克漢姆，105歲，英國人文主義者和作家。[331]
- 馬丁·德萊尼（Martin Delaney），63歲，美國愛滋病活動家，肝癌併發症。[332]
- 歐文·費納（Irving Feiner），84歲，美國言論自由宣導者，腦動脈瘤破裂。[333]
- Helen Maksagak，77歲，加拿大政治家，第一任因努克西北地區專員（1995-1999）和努納武特地區專員（1999-2000）。[334]
- 西比爾·摩西（Sybil Moses），69歲，美國法官（新澤西州高等法院）和律師，乳腺癌。[335]
- 乔治·珀尔（George Perle），93歲，美國作曲家，長期患病。[336]
- 安娜·拉齊維烏（Anna Radziwiłł），69歲，波蘭歷史學家和政治家。[337]
- 羅伯特·W·斯科特（Robert W. Scott），79歲，美國政治家，北卡羅來納州州長（1969-1973），自然原因。[338]
- 珀西·史密斯（Percy Smith），86歲，加拿大政治家，諾森伯蘭-米拉米奇議員（1968-1974）。[339]
- 湯瑪斯，61歲，美國活動家，肺病。[340]
- Compton Vyfhuis，76歲，圭亞那西印度板球裁判員。[341]

### 24日
- 蘇珊·貝爾德，68歲，蘇格蘭政治家，格拉斯哥教務長（1988-1992）。[342]
- Gérard Blanc，61歲，法國歌手和吉他手，腦出血。[343]
- 費爾南多·科爾內霍，39歲，智利足球運動員，胃癌。[344]
- 瑪麗安娜·布裡迪·科斯塔，20歲，巴西模特，壞死性敗血症併發症。[345]
- 奧利維亞·歐文·道奇，90歲，美國慈善家。[346]
- 倫納德·加斯金，88歲，美國爵士貝斯手。[347]
- Marie Glory，103歲，法國女演員。[348]
- Reg Gutteridge，84歲，英國拳擊評論員和記者，中風。[349]
- 黛安·霍蘭德，78歲，英國女演員，支氣管肺炎。[350]
- 卡尔·科勒，79歲，奧地利足球運動員，阿爾茨海默病。[351]
- Len Perme，91歲，美國棒球運動員。[352]
- 奧爾加·拉吉奧（Olga Raggio），82歲，義大利出生的美國藝術學者和策展人，癌症。[353]
- 威廉·史密斯，69歲，美國神學家。[354]
- 湯瑪斯·安布羅斯·茨切普，93歲，美國達拉斯主教。[355]
- Kay Yow，66歲，美國女子籃球教練（北卡羅來納州立大學），乳腺癌。[356]
- 伯納德·C·韋伯（Bernard C. Webber），80歲，美國海岸警衛隊員，心臟病發作。

### 25日
- 馬馬杜·迪亞，98歲，塞內加爾政治家、總理（1957-1962）。[357]
- 萊昂·克萊尼基，78歲，美國拉比，結直腸癌。[358]
- Ewald Kooiman，70歲，荷蘭管風琴師，心臟驟停。[359]
- 埃德·萊昂斯，85歲，美國棒球運動員（華盛頓參議員）。[360]
- Kim Manners，58歲，美國電視製片人和導演（X檔案，超自然，21 Jump Street），肺癌。[361]
- 約翰·默里，93歲，澳大利亞政治家，國會議員（1958-1961）。ref> (PDF): 17.   [2009-02-26]. （原始内容 (PDF)存档于March 4, 2009）.</ref>
- 大口廣司，58歲，日本藝術家和音樂家。[362]
- 安東尼奧·帕甘，50歲，美國政治家，紐約市議員（1992-1998），就業專員（1998-2002）。[363]
- 瑪格麗特，路透男爵夫人，96歲，英國貴族，路透社家族最後的繼承人，保羅路透的孫女婿。[364]

### 26日
- 張露（本名張秀英），77歲，1940年代至1950年代上海國語女歌手，有「中國歌后」之稱，著名歌手杜德偉之母，罹患器官衰竭逝世。
- Mamman Bello Ali，50歲，奈及利亞政治家，參議員（1999-2007），自2007年起擔任約貝州州長，死於白血病。[365]
- 費爾南多·阿馬拉爾（Fernando Amaral），84歲，葡萄牙政治家，共和國議會主席（1984-1987）。[366]
- 詹姆斯·布雷迪（James Brady），80歲，美國專欄作家（Parade，紐約郵報）。[367]
- 艾哈迈德·哈桑·达尼（Ahmad Hasan Dani），88歲，巴基斯坦考古學家。[368]
- 約翰·艾薩克斯，93歲，美國籃球運動員（紐約文藝復興時期），死於中風。[369]
- 伊萬·詹森，86歲，丹麥足球運動員。[370]
- 羅伊·詹森，49歲，美國棒球運動員，死於心臟病發。[371]
- 阿布哈茲政治家扎坎·朱格利亞被槍殺。[372]
- Don Ladner，60歲，紐西蘭橄欖球聯盟球員，死於心臟病發。[373]
- 陸鼎堂，88歲，英國西太平洋高級專員（1973-1976），香港廉政公署專員（1978-1980）。[374]
- Gerry Merito，70歲，紐西蘭歌手和吉他手。[375]
- Avraham Ravitz，75歲，以色列政治家，以色列議會議員（1988-2009），死於心臟衰竭。[376]
- 大衛·薩比斯頓，84歲，美國醫生，心臟外科先驅。[377]
- 艾倫·斯科特（Alan Scott），72歲，澳大利亞烤箱製造商，死於心臟衰竭。[378]

### 27日
- 康妮·巴克利（Connie Buckley），93歲，愛爾蘭人。[379]
- 克利斯蒂安·恩岑斯伯格（Christian Enzensberger），77歲，德國英語學家，作家和翻譯家。[380]
- 柿澤弘治，75歲，日本政治家，外務大臣（1994年），食道癌。[381]
- 布萊爾·倫特（Blair Lent），79歲，美國作家和插畫家（Tikki Tikki Tembo），肺炎。[382]
- Michael Majerus，54歲，英國遺傳學家。[383]
- 奧布里·鮑威爾，90歲，英國足球運動員。[384]
- Mino Reitano，64歲，義大利歌手，病逝。[385]
- Sharat Sardana，40歲，英國編劇（Goodness Gracious Me），死於鏈球菌感染。[386]
- 約翰·厄普代克，76歲，美國作家（兔子有錢，伊斯特威克的女巫），死於肺癌。[387]
- R. Venkataraman，98歲，印度政治家，總統（1987-1992），死於多器官衰竭。[388]
- 比利·威爾遜，81歲，美式橄欖球運動員（三藩市49人隊），死於癌症。[389]

### 28日
- 阿匹婆（本名林呂有〈冠夫姓〉），90歲，台灣資深電視、電影演員。曾出演《苦戀》、《悲情城市》、《熱帶魚》。
- 羅伯特·巴頓，83歲，美國計算機工程師。[390]
- 吉恩·科貝特，95歲，美國棒球運動員（費城費城人隊）。[391]
- 葛籣·大衛斯（Glenn Davis），74歲，美國奧運金牌跨欄運動員，病逝。[392]
- 約翰·派翠克·迪金斯，73歲，美國歷史學家，死於結直腸癌。[393]
- 方诚国，65歲，中國銀行家。[395]
- 露西爾·M·梅爾（Lucille M. Mair），84歲，牙買加外交官。[394]
- 瓦西裡·梅利克（Vasilij Melik），88歲，斯洛維尼亞歷史學家。[395]
- 久拉·帕洛齊（Gyula Pálóczi），46歲，匈牙利運動員，心臟病患者。[396]
- 比利·鮑威爾（Billy Powell），56歲，美國音樂家（Lynyrd Skynyrd），死於心臟病發。[397]
- 米拉·羅斯托娃（Mira Rostova），99歲，俄羅斯出生的美國表演教練。[398]
- 彼得·塞里（Peter Serry），35歲，肯亞足球運動員，教練和行政人員，死於火災。[399]
- 羅伯特·斯通，87歲，赫茲公司美國首席執行官，死於心臟衰竭。[400]
- Angel Wainaina，25歲，肯亞女演員，死於火災。[401]
- 溫德爾·懷亞特（Wendell Wyatt），91歲，美國政治家，美國俄勒岡州眾議院議員（1964-1975）。[402]

### 29日
- A. M. B. H. G. Abeyrathnebanda，19歲，斯裡蘭卡士兵，被炸死。[403]
- Pawlu Aquilina，79歲，馬爾他詩人和作家。[404]
- René Berger，93歲，瑞士作家、哲學家和藝術史學家。[405]
- 胡安·布羅托（Juan Brotto），69歲，阿根廷奧運自行車運動員。[406]
- 傑拉爾丁·佈雷克（Geraldine Bureker），84歲，美國棒球運動員（AAGPBL）[407]
- 查理斯·克魯斯（Charles Clews），89歲，馬爾他喜劇演員。[408]
- 漢克·克勞福德（Hank Crawford），74歲，美國爵士樂，節奏藍調薩克斯管演奏家，中風併發症。[409]
- 約翰·哈裡·鄧寧（John Harry Dunning），81歲，英國經濟學家。[410]
- 比爾·弗里德爾（Bill Frindall），69歲，英國板球統計學家，退伍軍人病。[411]
- 卡爾·加斯（Karl Gass），91歲，德國紀錄片製片人，自然原因。[412]
- Hélio Gracie，95歲，巴西武術家，巴西柔術的創造者。[413]
- 喬治·福爾摩斯（George Holmes），81歲，英國歷史學家。[414]
- 約翰·馬丁（John Martyn），60歲，英國歌手和詞曲作者，肺炎。[415]
- Roger Pontet，88歲，法國自行車手。[416]
- 羅伊·桑德斯（Roy Saunders），78歲，英國足球運動員（利物浦，斯旺西城）。[417]
- 查理斯·斯梅爾瑟（Charles H. Smelser），88歲，美國政治家，馬里蘭州眾議員（1955-1963）和州參議員（1967-1995）。[418]
- Roy Somlyo，83歲，美國戲劇製片人，死於癌症。[419]
- 弗朗索瓦·維利耶斯，88歲，法國電影導演。[420]

### 30日
- 何塞·德·阿爾梅達·巴蒂斯塔·佩雷拉，91歲，巴西瓜克蘇佩主教（1964-1976）。[421]
- 漢斯·貝克（Hans Beck），79歲，德國發明家，Playmobil玩具的創造者。[422]
- 邁克·弗朗西斯，47歲，義大利流行音樂家，死於肺癌。[423]
- 約翰·戈迪，73歲，美式橄欖球運動員（底特律雄獅隊），死於胰腺癌。[424]
- H·蓋伊·亨特，75歲，美國政治家，阿拉巴馬州州長（1987-1993），肺癌。[425]
- 薩法爾·伊蘭派克，61歲，伊朗足球運動員，肺癌。[426]
- 英格瑪·詹森（Ingemar Johansson），76歲，瑞典世界重量級拳擊冠軍（1959-1960），肺炎併發症。[427]
- Sune Jonsson，78歲，瑞典攝影師和作家。[428]
- 熱拉爾·勒孔特，96歲，法國將軍。[429]
- 泰迪·梅耶爾（Teddy Mayer），73歲，美國賽車企業家。[430]
- 米爾頓·派克（Milton Parker），90歲，美國商人，卡內基熟食店老闆，死於呼吸系統疾病。[431]
- 詹姆斯·謝維爾，88歲，美國詩人和劇作家，中風。[432]
- 斯蒂芬·澤特伯格，92歲，美國律師和政治家。[433]
- Neiliezhü Üsou，67歲，印度有影響力的浸信會傳教士和來自印度東北部那加蘭邦的公共領袖。[434]

### 31日
- 利諾·阿爾達尼，82歲，義大利科幻作家，死於肺病。[435]
- 約翰·富勒爵士，91歲，澳大利亞政治家和君主主義者，新南威爾士州立法委員會成員（1961-1978），死於癌症。[436]
- 哈裡·希爾，92歲，英國奧運會自行車銅牌得主（1936年），死於肺炎。[437]
- Thérèse Lavoie-Roux，80歲，加拿大政治家，死於長期病患。[438]
- 埃迪·洛根（Eddie Logan），98歲，美國黑人聯盟棒球運動員，死於中風。[439]
- 杜威·馬丁，68歲，加拿大出生的美國鼓手（布法羅斯普林菲爾德）。[440]
- 納格什，75歲，印度電影喜劇演員，短暫生病後。[441]
- 德斯·牛頓（Des Newton），67歲，英國工匠，瓶裝模型船的製造商。[442]
- 克林特·裡奇（Clint Ritchie），70歲，美國演員（One Life to Live），心臟手術後血凝塊。[443]
- 丹尼爾·塞利格曼（Daniel Seligman），84歲，美國專欄作家（《財富》雜誌），多發性骨髓瘤。[444]
- 埃蘭德·馮·科赫（Erland von Koch），98歲，瑞典作曲家。[445]
- 喬安娜·維斯涅維奇（Joanna Wiszniewicz），61歲，波蘭歷史學家。[446]